# (39516) Lusigny
(39516) Lusigny est un astéroïde de la ceinture principale.

## Description
(39516) Lusigny est un astéroïde de la ceinture principale. Il fut découvert le 27 juillet 1987 à l'observatoire de Haute-Provence par Eric Walter Elst. Il présente une orbite caractérisée par un demi-grand axe de 2,54 UA, une excentricité de 0,23 et une inclinaison de 10,7° par rapport à l'écliptique.

## Compléments